# Hexoplon juno
Hexoplon juno là một loài bọ cánh cứng trong họ Cerambycidae.